# Der er et yndigt land (film)
Pour l'hymne national danois, voir Der er et yndigt land.
Pour plus de détails, voir Fiche technique et Distribution.
Der er et yndigt land (littéralement « il est un pays charmant ») est un film danois réalisé par Morten Arnfred, sorti en 1983.

## Fiche technique
- Titre : Der er et yndigt land
- Réalisation : Morten Arnfred
- Scénario : Morten Arnfred et Jørgen Ljungdahl
- Musique : Ole Arnfred
- Photographie : Dirk Brüel
- Montage : Anders Refn
- Production : Morten Arnfred, Bent Fabricius-Bjerre et Henrik Lund
- Société de production : Metronome Productions
- Pays de production :  Danemark
- Genre : Drame
- Durée : 106 minutes
- Date de sortie : 
  - Danemark : 11 février 1983

## Distribution
- Ole Ernst : Knud
- Karen-Lise Mynster : Katrine
- Anna Vallgårda : Anna
- Ricki Rasmussen : Søren
- Ingolf David : Vilhelm
- Arne Hansen : Poul
- Reimer Bo Christensen : Tom
- Gyrd Løfquist : Willy
- Blanche Funch : Estrid

## Distinctions
Le film a été présenté en sélection officielle en compétition à la Berlinale 1983 où il a reçu une mention spéciale.
Il a remporté plusieurs Bodil au Danemark : Meilleur film, Meilleur acteur pour Ole Ernst et Meilleur second rôle féminin pour Arne Hansen